# Montjoi (Aude)
Montjoi település Franciaországban, Aude megyében. Lakosainak száma 40 fő (2022. január 1.). Montjoi Bouisse, Lairière, Lanet, Salza és Vignevieille községekkel határos.

## Népesség
A település népessége az elmúlt években az alábbi módon változott:
| Lakosok száma | 45   | 34   | 27   | 41   | 41   | 40   | 37   | 36   | 35   | 40   |
|               | 1968 | 1982 | 1990 | 2006 | 2013 | 2015 | 2017 | 2019 | 2020 | 2022 |